# Торговий авіаносець

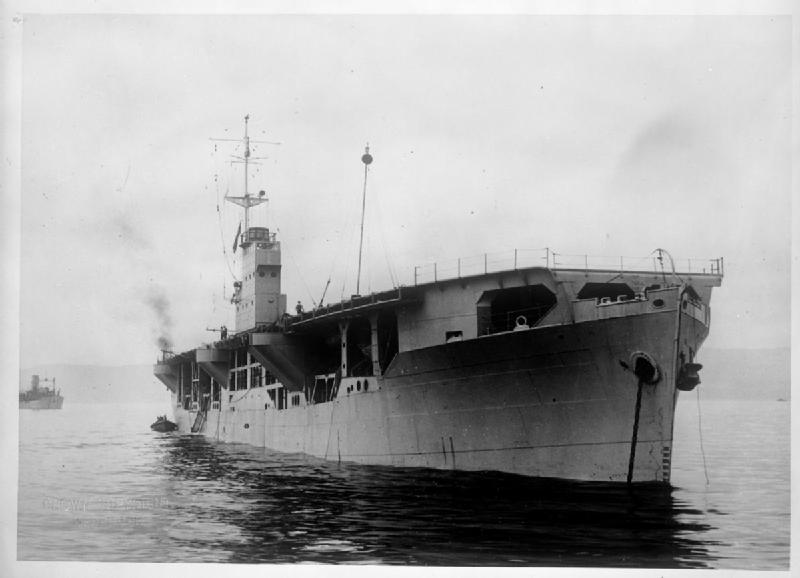
Rapana, танкер, перетворений у торговий авіаносець

Торговий авіаносець — тип імпровізованих авіаносців — британських та нідерландських торгових суден під час Другої світової війни. Вони були створені шляхом встановлення політної палуби на зерновози чи танкери, що забезпечувала розміщення протичовнових літаків на підтримку союзницьких конвоїв під час битви за Атлантику.
Незважаючи на їх квазі-військову функцію, торгові авіаносці зберегли свій цивільний статус, продовжували перевозити вантажі й працювати під цивільним командуванням. Їх введення в експлуатацію почалося у травні 1943 р. І хоча спочатку цей захід передбачався як тимчасовий до побудови достатньої кількості ескортних авіаносців, вони залишалися на озброєнні до кінця війни в Європі.
Функціональним аналогом торгових авіаносців були перероблені з танкерів японські ескортні авіаносці типів «Ямосіро Мару» та «Сімане Мару». Водночас ці японські авіаносці не були цивільними суднами і діяли під військовим командуванням.

## Створення
У 1940 році капітан Королівського флоту М. Слаттері (англ. M. S. Slattery) запропонував схему перетворення торгових суден в авіаносці. Він пропонував встановити політну палубу, оснащену двома фінішерами і захисний бар'єр на наявні торгові судна. У результаті «допоміжний авіаносець»  міг використовувати шість винищувачів Hurricane при збереженні здатності перевозити вантажі.

## Оперативна ефективність
До того часу як торгові авіаносці надійшли на озброєння, перевага в Битві за Атлантику вже була на боці союзників через вплив низки чинників, які діяли одночасно. З початку 1944 року майже кожен конвой включав один, а то й більше торгових авіаносців. Хоча літаки з цих суден здійснили близько десятка атак, жоден підводний човен не був знищенний у результаті чотирьох тисяч вильотів літаків з 19 торгових авіаносців. Тим не менш, згідно з офіційною історією Військово-Морського штабу:
«Часто, навіть за відсутності потоплень, вже сама присутність літаків, палубних або берегового базування, чи й обох одразу, попереджала концентрацію підводних човнів для атаки на конвой, що дозволило йому продовжувати свій шлях безперешкодно.»